# Низовий Іван Данилович
Іва́н Дани́лович Низовий (3 січня 1942, хутір Рудка — 30 вересня 2011, Луганськ) — український письменник, поет, прозаїк, публіцист, журналіст, редактор, громадський діяч. Автор понад 100 збірок поезій, прози, публіцистики, перекладів та творів для дітей. Член Національної спілки письменників України з 1972 року. Член Всеукраїнського товариства «Просвіта» імені Тараса Шевченка.

## Життєпис

### Дитинство та юність
Народився на хуторі Рудка поблизу села Марківки Білопільського району Сумської області під час німецької окупації. Батько, Данило Тимофійович Низовий, загинув на фронті до народження сина. Мати Анастасія Гнатівна (з роду Великородів) загинула в результаті нещасного випадку, коли хлопчику було півтора року. Виховувала Івана та його сестру Людмилу бабуся Уляна.
Початкову школу на хуторі Комуна закінчив з відзнакою. Навчання в марківській школі через складні життєві обставини завершив після шостого класу. З 14 років працював у колгоспі: пас корів, був причіплювачем на тракторі, скиртував солому, працював молотобійцем у кузні, сторожем на баштані, землекопом і вантажником.
За комсомольською путівкою брав участь у будівництві шахт на Донбасі. Працював також при спорудженні електростанцій біля Караганди та в Змієві, на будівництві цементного заводу в Балаклії на Харківщині. У 1961-1964 роках проходив службу в залізничних військах Прикарпатського військового округу, де брав участь у спорудженні стратегічних мостів і залізничних переправ.

### Літературна діяльність
Перший вірш Івана Низового «Еду в Донбасс» було опубліковано російською мовою 1960 року в районній газеті. Надалі писав виключно українською мовою.
У 1963 році друкувався в республіканському журналі «Дніпро» та газетах «Літературна Україна» і «Молодь України». У січні 1964 року в Ужгороді вийшла перша збірка віршів «Народжуються квіти», редактором якої був друг і ровесник Івана Низового поет Петро Скунць.
Після служби в армії жив на Львівщині, де екстерном закінчив середню школу та навчався заочно на факультеті журналістики Львівського університету. Працював директором будинку піонерів у місті Буську, потім у редакції районної газети в Кам'янці-Бузькій.
У травні 1966 року Іван Низовий переїхав на Луганщину, куди його було запрошено для роботи в новоайдарській районній газеті. У 1971 році побачила світ друга поетична збірка Івана Низового «Провесінь». А 1972 року його було прийнято до Національної спілки письменників України. Понад десять років працював в обласних і районних газетах, зокрема в газетах «Молодогвардієць» і «Прапор Перемоги», був старшим редактором обласної студії телебачення, консультантом спілчанської організації, керував обласним літературним об'єднанням.
У 1979-1980 роках навчався на Вищих літературних курсах при Літературному інституті ім. Горького. У травні 1992 року був обраний головою Луганської організації Національної спілки письменників України, яку очолював до лютого 1998 року.
На пенсію вийшов з посади редактора Луганської обласної універсальної наукової бібліотеки ім. О. М. Горького.
Помер 30 вересня 2011 року в Луганську після тривалої хвороби, похований на цвинтарі Заріччя, м. Луганськ

## Творчість
У творчості Івана Низового можна виділити кілька основних тематичних напрямків:
1. Громадянська лірика з виразною публіцистичністю, де поет порушує гострі суспільні питання, звертається до проблем національної ідентичності, мови та культури.
2. Філософська лірика, яка відбиває роздуми автора про призначення людини, сенс життя, духовні цінності.
3. Інтимна лірика — вірші про кохання, сімейні стосунки, особисті переживання.
4. Патріотична тема — твори про любов до України, її історії, боротьбу за незалежність та національне відродження.
5. Тема "малої батьківщини" — поезії, присвячені рідному краю, Посуллю, Сумщині, а також Луганщині, де жив і працював поет.

У поетичному доробку Івана Низового значне місце посідають поеми «Горобина ніч» і «Чорні состави». Його публіцистична стаття «Бути — народом», опублікована в обласній газеті «Молодогвардієць» у 1988 році, стала помітною подією в громадсько-культурному житті Луганщини.

## Відзнаки
Іван Низовий — лауреат літературних премій:
- імені Бориса Горбатова
- імені Микити Чернявського
- імені братів Богдана і Левка Лепких
- імені Олекси Гірника
- міжнародної премії за ораторію «Лелече» (музика Богдана Климчука)

Нагороджений медаллю «Будівничий України» та Орденом Покрови Пресвятої Богородиці (посмертно).

## Видання та переклади
Книги Івана Низового виходили в Ужгороді, Львові, Рівному, Києві, Донецьку, Луганську. Його твори перекладалися російською, болгарською, польською, англійською, чеською, словацькою, угорською, азербайджанською, татарською та чуваською мовами.
Своїми вчителями в літературі Іван Низовий уважав Миколу Данька, Петра Скунця, Микиту Чернявського, Адольфа Романенка, Івана Савича та Дмитра Білоуса, а в журналістиці — Галину Пліско.

Могила Івана Низового на цвинтарі Заріччя в Луганську

## Громадська діяльність
- Національна спілка письменників України
- Національна спілка журналістів України
- Всеукраїнське товариство «Просвіта» імені Тараса Шевченка
- Всеукраїнське об'єднання «Батьківщина»
- Українська республіканська партія «Собор»
- Українське козацтво
- Луганська обласна організація Національної спілки письменників України
- Обласна універсальна наукова бібліотека імені М. Горького
- Сватівське товариство шанувальників української мови «Джерело» імені М. Н. Щепенка
- Сватівське літературне об'єднання «Світанок»
- Білопільський літературний музей О. Олеся
- Білопільська центральна районна бібліотека імені О. Олеся
- Бережанський краєзнавчий музей Богдана Лепкого
- Редколегія журналу «Бахмутський шлях»
- Редколегія газет: «Молодогвардієць», «Прапор Перемоги», «Земля моя годувальниця»
- Видавництво ЛНУ імені Тараса Шевченка «Альма-матер»
- Видавництво «Луга-Принт»
- Видавництво «Світлиця»
- Видавництво «Глобус»
- Видавництво «Русь»

## Особисте життя
Іван Низовий був одружений двічі.
Уперше одружився у 1963 році з Людмилою Іванівною Дзюбою, яка народила поету сина Ігоря. Нині вони проживають у Львові.
Удруге Іван Низовий одружився в 1967 році з Дробницькою Ліною Петрівною, уродженкою с. Заріг Оржицького району Полтавської області. Дружина закінчила історико-філософський факультет Київського державного університету імені Тараса Шевченка. Із Ліною Петрівною поет прожив 45 років. Від цього шлюбу народилася донька Леся. Нині Ліна Петрівна на пенсії.

## Вшанування пам'яті

Меморіальна дошка у Сватовому

- На батьківщині поета у с. Марківці Білопільського району Сумської області вулицю названо його ім'ям.
- У м. Сватовому Луганської області письменнику встановлено меморіальну дошку.
- Пам'ятник на могилі Івана Низового (м. Луганськ).
- Готується до друку 5-томне зібрання творів Івана Низового.
- 18 листопада 2015 року Рівненською обласною організацією Національної спілки письменників України спільно з донькою письменника Лесею Низовою засновано Всеукраїнську літературну премію на увічнення пам'яті Івана Даниловича Низового. 15 січня 2016 року нагороджено перших лауреатів.

## Творчий доробок

### Збірки
- 1964 — «Народжуються квіти»
- 1971 — «Провесінь»
- 1977 — «Стебло»
- 1980 — «Тобі моє серце»
- 1982 — «Рівнодення»
- 1986 — «Чекання ранку»
- 1990 — «Пора косовиці»,
- 1992 — «Горобина ніч»
- 1993 — «Пракорінь», «Нема переводу», «І калина своя і тополя», «Запрягайте, хлопці, коней»
- 1994 — «Покотьоло»
- 1995 — «Вівтар»
- 1996 — «Це — мій вертеп», «Свіча на вітрі»
- 1997 — «Білопілля — Верхосулля», «о, Оріяно…», «Сльоза небесна», «Осяяння осінню»
- 1998 — «За овидом сивим», «Нічний вістун», «Побудь зі мною», «Воронці нев'янучі», «Чорнороси», «Збудило опівночі серце»
- 1999 — «Хрущі над вишнями», «Падолист», «Душа перецвіта», «Я з такої глибинки»
- 2000 — «Осанна химері», «Джерело у ясних ясенах»
- 2001 — «І гілка своя, і сопілка», «Родиземля», «В раю, скраєчку», «Поза раєм», «Остання електричка на Ірпінь», «Тихоплесо-часоплин»
- 2002 — «Від травня до травня», «Значить більше, ніж просто пісня», «Босоніж по стерні»
- 2003 — «Саме та самота», «Сонях на осонні», «Жура за журавлями», «Передсвітень», «Сум'яття», «Зливодиво», «Те, чому і назва загубилась», «Дурман-трава», «Я Сватовим засватаний», «По промінчику доброти», «Несправжня пектораль», «Веселка неповторних весен»
- 2004 — «Кураїна», «Пролог до епілогу», «Опозиція»
- 2005 — «Отак і живу», «Сонях сяючого сонця», «Село моє, Сула моя…», «Серпентарій»
- 2006 — «Оскома осені», «Мажор в мінорі», «Шаржуємо з любов'ю», «Самопізнання», «У Сватовім світає Україна»
- 2007 — «Калини жар на полотні снігів», «Біополе Білопілля», «Біла вежа — рідний Вавилон», «Білолебедія»
- 2008 — «Прозріле літо з голосом Олени», «Вірую»
- 2009 — «Осмути сивої сувій», «Спіймані сюжети»
- 2010 — «Живу за юліанськими календами», «Під жайворами, під журавлями», «Найвище право — жить відверто», «Лелечі клекоти в тумані», «Я цвіркун в середлітню спеку»
- 2011 — «А Марківка — як маківка», «Цим дорожу»
- 2017 — «Ніхто наді мною не пан. Вибрані поезії»

### Проза, публіцистика
- 2003 — «Опісля присмерку», «Зустрічі без прощань»
- 2004 — «Загублене відлуння», «Десь там, за соняшниками»
- 2006 — «Там, де я ніколи не плакав», «Там, де я сміюся крізь сльози»
- 2007 — «Давно вже не виходив з берегів»
- 2009 — «Сльоза сльозу не здоганяє»
- 2010 — «Там, де ми були, і є, і будемо»

### Книги для дітей
- 2002 — «Сóрок сорóк»
- 2003 — «Мóрок морóк», «Летючий кінь», «Річки-малючки», «Блакитні вени України», «Крізь віки — вовіки»
- 2005 — «Страдноцвіт»
- 2007 — «Ми єсть народ», «Річки-потічки»
- 2009 — «Гомінкі струмочки», «Ой, Комуно моя — Ойкумено…»
- 2010 — «Винятковість»

### Поеми
- 1963 — Солдатська весна
- 1965 — За п'ять хвилин до вічності
- 1969 — Зелені ночі і зелені дні
- 1970 — Горобина ніч
- 1971 — Чорні состави
- 1971 — Образ мого дитинства
- 1980 — Дев'яте травня
- 1980 — Я про ненависть напишу
- 1982 — Стадіон
- 1986 — Вулиця лейтенанта Овсепяна
- 1987 — Остання ніч Каховського
- 1998 — Нічний вістун
- 1998 — Останній похорон Комуни
- 1998 — Сум'яття
- 1999 — Великороди
- 2001 — Моє осягнення героїзму

### Слова пісень
- Над Сватовим світає Україна [Архівовано 29 жовтня 2013 у Wayback Machine.]
- Згадуючи М. Н. Щепенка [Архівовано 29 жовтня 2013 у Wayback Machine.]